# Margaret Drummond
Lady Margaret Drummond (* um 1340; † 31. Januar 1375 in Holyrood Abbey) war von 1364 bis 1371 Königin von Schottland.

## Biographie
Margaret war die jüngste Tochter von Sir Malcolm Drummond († 1346) und seiner Frau Lady Margaret Graham. Während ihrer Ehe mit Sir John Logie († 1363) wurde sie die Mätresse des schottischen Königs David II. (1324–1371). Nach dem Tod seiner ersten Frau, Prinzessin Johanna von England (1321–1362), heiratete er 1364 Lady Margaret. Nach siebenjähriger kinderloser Ehe beabsichtigte ihr Mann, unterstützt vom Adel, sich scheiden zu lassen, um seine Geliebte Lady Agnes Dunbar zu heiraten. Doch so weit kam es nicht, denn der König starb am 22. Februar 1371 auf Edinburgh Castle. Nachfolger wurde dessen Neffe und Begründer des Königshauses Stuart in Schottland, König Robert II. Königin Margarete zog sich in die Abtei Holyrood Abbey zurück, wo sie am 31. Januar 1375 starb und bestattet wurde.